# Canaan
Canaan (o Cananea) (ebraico classico: כְּנַעַן, [kənaʕan], ebraico moderno: Knaan; greco alessandrino: Χαναάν, da cui latino: Canaan; aramaico: ܟܢܥܢ da cui arabo کنعان [kanaʕa:n]) è un antico termine geografico che si riferiva a una regione che comprendeva, grosso modo, il territorio attuale di Libano, Israele, Palestina, parti di Siria e Giordania.

## Etimologia
Il termine Canaan deriva dall'ebraico כנען (knʿn) attraverso il greco Χαναάν Khanaan e il latino Canaan. Compare la prima volta come KUR ki-na-ah-na nelle lettere di Amarna (datate al XIV secolo a.C.) e knʿn è stato trovato inciso su una moneta fenicia della seconda metà del I millennio a.C.
Compare la prima volta negli scritti in greco di Ecateo di Abdera come Khna (Χνᾶ).
Gli studiosi collegano il nome Canaan con kn'n, Kana'an, il nome in lingua semitica del nord-ovest per questa regione. L'etimologia è però incerta. Una prima spiegazione deriva il termine da kn' radice semitica per 'essere bassi, umili, sottomessi'. Alcuni studiosi hanno suggerito che questo implica un originario significato di "pianura", in contrasto con Aram, che invece significa "altopiano".
Altri studiosi hanno suggerito il significato di 'il soggiogato' (un dominio) come il nome del protettorato corrispondente del regno dell'Egitto, che si è poi evoluto in nome proprio in modo simile al latino Provincia Nostra (la prima colonia romana a nord delle Alpi, che divenne Provenza).
Una proposta alternativa suggerita da Ephraim Avigdor Speiser nel 1936 ipotizza che il termine derivi dall'hurrita Kinahhu, presumibilmente riferendosi al colore porpora, così che Canaan e Fenicia sarebbero sinonimi (Terra del Porpora). In alcune tavolette ritrovate nella città urrita di Nuzi all'inizio del XX secolo, compare il termine Kinahnu riferito a un colorante rosso o violaceo faticosamente prodotto nella città di Babilonia, al tempo del dominio dei Cassiti, lavorando le conchiglie di Murex, già prima del 1600 a.C., e prodotto anche sulla costa mediterranea dai Fenici da un sottoprodotto del vetro. Gli abiti di panno purpureo diventarono una famosa merce di esportazione cananea che è menzionata nel Libro dell'Esodo. I coloranti possono aver preso il nome dal luogo di origine. Il nome Phoenicia è collegato con la parola greca per "porpora", apparentemente riferendosi allo stesso prodotto, ma è difficile affermare con certezza se la parola greca si sia originata dal nome, o viceversa. La porpora di Tiro in Fenicia era ben conosciuta nel mondo antico ed è stata associata dai Romani alla nobiltà e alla regalità. Questa ipotesi, formulata da Speiser, è stata abbandonata dalla maggior parte degli studiosi in accordo con Drews.

## Descrizione
Il termine ebraico כנען è di origini oscure; un'ipotesi accreditata è la connessione col termine hurrita kinahhu, trovato a Nuzi (c. 1450 a.C.) o ancora all'accadico Kinaḫḫu, che si riferiscono al colore rosso porpora che tali popolazioni lavoravano. D'altra parte il significato di Fenici (dal greco Φοινίκη: Phoiníkē) ha la medesima origine e i due termini sono sinonimi utilizzati per indicare le popolazioni della terra oggi compresa tra il Nord Israele, Libano e parte di Siria e Giordania.

### Nella Bibbia
Secondo la tradizione biblica deriva dal nome di un personaggio della Bibbia: Canaan figlio di Cam e nipote di Noè, dal quale sarebbe disceso il popolo cananeo (mentre gli ebrei e gli arabi erano chiamati Semiti in quanto discendenti di Sem, altro figlio di Noè).
Il nome viene citato diffusamente nella Bibbia, perché in questa regione si sviluppa tutta la storia del popolo ebraico alle sue origini, con particolare descrizione di riferimenti geografici in Genesi 10,15-19 e Numeri 34, dove la "Terra di Canaan" viene descritta estendersi dal Libano verso sud fino al "torrente d'Egitto" e verso est fino alla valle del fiume Giordano. È la sede della Terra Promessa che passerà di dominio dai popoli cananei al popolo israelita. I riferimenti alla terra di Canaan nella Bibbia sono di solito al passato, riferendosi a una regione che era diventata qualcosa di diverso (ad esempio, la Terra d'Israele), e i riferimenti ai Cananei spesso parlano di loro come di un popolo che era già stato completamente annientato.

### Archeologia
Le prove archeologiche dell'utilizzo del nome Canaan nel Vicino Oriente antico (Mezzaluna Fertile) risalgono quasi esclusivamente al periodo in cui la regione era sotto l'influenza politica del Nuovo Regno dell'Antico Egitto. Tale nome cadde in disuso dopo il Collasso dell'età del bronzo, circa nel 1220 a.C. I riferimenti archeologici suggeriscono che durante questo periodo il termine era comunemente usato fra i popoli confinanti, anche se non è chiaro in quale misura tali riferimenti forniscano una descrizione esatta della posizione e confini di Canaan, e se gli abitanti della regione usassero tale termine per descrivere sé stessi. Nelle lettere di Amarna e altri documenti cuneiformi si usa il termine Kinaḫḫu, mentre altre fonti del Nuovo Regno egiziano descrivono numerose campagne militari condotte in Ka-na-na.

## I Cananei nella storia
Il nome "Cananei" è di nuovo utilizzato, molti secoli dopo, come endonimo del popolo in seguito noto agli antichi greci dal 500 a.C. circa come Fenici e dopo l'emigrazione di genti di lingua cananea a Cartagine, è stato utilizzato anche come nome di auto-designazione da parte dei Punici. Questo rispecchia il successivo uso del termine in libri della Bibbia più recenti, come ad esempio alla fine del Libro di Zaccaria, dove è utilizzato per indicare una classe di mercanti o fedeli non monoteisti che vivevano in Israele o nei pressi di Sidone o Tiro, o il suo singolo uso indipendente nel Nuovo Testamento, dove viene utilizzato come sinonimo di siro-fenicia.
Il paese di Canaan ebbe una notevole importanza geopolitica durante la tarda età del bronzo, corrispondente al periodo Amarna nell'Antico Egitto, come l'area in cui le sfere di interesse di Egiziani, Ittiti e Assiri convergevano. Gran parte della conoscenza moderna su Canaan deriva da scavi archeologici relativi a siti come Tel Hazor, Tel Megiddo e Ghezer. La cultura cananea pare essersi sviluppata dalla cultura del complesso nomade pastorale circum arabico a sua volta derivata dalla fusione fra la cultura dei raccoglitori-cacciatori del Vicino Oriente antico dell'ultima fase del periodo Natufiano (o Harifiano) e quella della cultura agricola del periodo preceramico neolitico B, attraverso l'addomesticamento di animali durante la crisi climatica del 6200 a.C. Il periodo della tarda età del bronzo di Ugarit (a Ras Shamra in Siria) è considerato archeologicamente la quintessenza cananea anche se l'alfabeto ugaritico non è corrispondente a quello protocananeo.

### Lingue
Linguisticamente, le lingue cananee formano un gruppo all'interno delle lingue semitiche del nord-ovest; il suo più noto componente è la lingua ebraica, nota soprattutto per l'epigrafia dell'età del ferro. Altre lingue del gruppo cananeo sono la fenicia, l'ammonita, la moabita, e l'edomita.

### Dominazione degli Israeliti sui Cananei
Dal 1200 a.C., la terra di Canaan iniziò a essere colonizzata dagli Israeliti (secondo il Libro di Giosuè) nella parte centro-settentrionale; la maggioranza degli studiosi - come meglio precisato nella sottostante sezione "Ricerche archeologiche" - attualmente considera non storici gli eventi narrati nel Libro di Giosuè e ritiene che l'occupazione di tali territori avvenne come graduale e pacifico inserimento, amalgamandosi con le popolazioni locali. I Filistei si stanziarono invece successivamente nella parte costiera-meridionale. Una parte della regione tuttavia resistette all'occupazione e continuò a lungo a essere abitata da popolazioni canaanite. La parte meridionale di questa regione (corrispondente all'incirca all'attuale striscia di Gaza) seppure infine colonizzata dai Filistei, mantenne ancora per lungo tempo idiomi e influenze culturali cananee.

## Racconto biblico

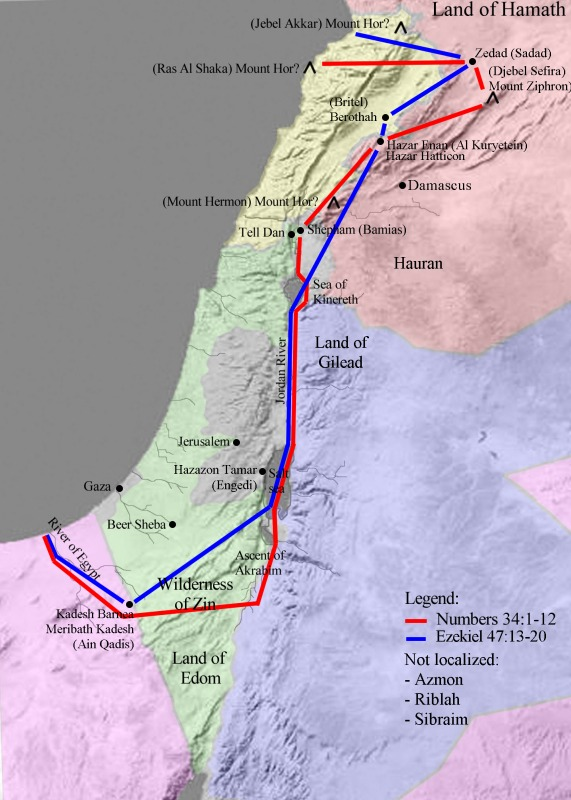
Carta di Canaan, con i confini definiti da Numeri in rosso

Nell'uso biblico il nome è stato confinato al paese a ovest del Giordano, i Cananei erano indicati abitare "in riva al mare, e lungo le sponde del fiume Giordano" (Numeri 33,51; Giosuè 22,9), paese soprattutto identificato con la Fenicia (Isaia 23,11). I Filistei, mentre erano una parte integrante dell'ambiente cananeo, non sembrano essere stati etnicamente Cananei, e, nella Bibbia, sono elencati nella tavola delle Nazioni come discendenti di Misraim; gli Aramei, Moabiti, Ammoniti, Madianiti ed Edomiti erano anche considerati altri discendenti di Sem o di Abramo, e distinta dai generici Cananei/Amorrei. "Heth", che rappresenta gli Ittiti nella biblica tavola delle nazioni, è un figlio di Canaan. Gli Ittiti successivamente parlavano una lingua indo-europea (chiamato Nesili), ma i loro predecessori gli Hatti parlavano una lingua poco conosciuta (Hattili), di affinità incerte.
Gli Horiti del monte Seir, sono implicitamente indicati, nella Bibbia, come di stirpe cananea (Hivvei), ma non vi è alcuna conferma diretta di questa narrazione. Gli Hurriti della Mesopotamia settentrionale, che parlavano una lingua isolata, sono stati inizialmente considerati dagli studiosi della Bibbia come simile agli Horiti, ma l'ipotesi si è dimostrata errata.
Il racconto biblico indica il momento della ridenominazione della "Terra di Canaan" in "Terra di Israele" in quanto segna la conquista israelita della Terra Promessa.
Canaan e i Cananei sono citati circa 160 volte nella Bibbia ebraica, soprattutto nel Pentateuco e nei libri di Giosuè e dei Giudici
Il nome Canaan appare per la prima volta a indicare uno dei nipoti di Noè durante la narrazione conosciuta come la maledizione di Cam (Genesi 9:24), in cui Canaan è maledetto con la schiavitù perpetua, perché suo padre Cam aveva "guardato" Noè ubriaco e nudo.
Dio poi promise la terra di Canaan ad Abramo, e alla fine la consegna ai discendenti di Abramo, gli Israeliti. La storia biblica da qui si complica sempre più, in quanto le prove archeologiche e testuali sostengono l'idea che i primi Israeliti fossero in realtà essi stessi Cananei.
La Bibbia ebraica elenca i confini per la terra di Canaan. Numeri 33,2 comprende la frase "la terra di Canaan, come definita dai suoi confini". I confini sono quindi delineati in Numeri 34: 3-12. Il termine "cananei" in ebraico biblico viene applicato soprattutto agli abitanti delle regioni più basse, lungo la costa del mare e sulle rive del Giordano, in contrasto con gli abitanti delle regioni montuose. Ai tempi del Secondo Tempio di Gerusalemme, "cananeo" in ebraico era diventato non più una designazione etnica, ma piuttosto sinonimo generale di "mercante", come viene interpretato, per esempio, in Giobbe 40:30, o in Proverbi 31:24.
John N. Oswalt osserva che "Canaan consiste di terra a ovest del Giordano e si distingue dalla zona est del Giordano." Oswalt aggiunge poi che, nella Sacra Scrittura, Canaan "assume un carattere teologico" come "la terra, che è dono di Dio" e "il luogo dell'abbondanza".
La Bibbia ebraica descrive la conquista israelita di Canaan nei libri dei "Primi Profeti" (Nevi'im Rishonim [נביאים ראשונים]), vale a dire: i libri di Giosuè, Giudici, 1° e 2° Samuele, 1° e 2° Libro dei Re. Questi cinque libri del Vecchio Testamento canonico narrano la storia del popolo d'Israele dal momento della morte di Mosè, che affida a Giosuè il compito di condurli alla conquista della terra di Canaan, fino al 586 aC, quando gli Israeliti a loro volta persero la loro terra, vinti e deportati dai Babilonesi. Queste narrazioni degli antichi profeti sono anche "parte di un lavoro più ampio, chiamato Storia Deuteronomistica".

## Ricerche archeologiche
Le prime ricerche archeologiche risalgono al 1860, quando Ernest Renan iniziò scavi nelle zone di Arado, Biblo, Tiro e Sidone.
Negli anni compresi tra il 1871 e 1877 il Palestine Exploration Fund organizzò ricerche in Cisgiordania. Nei periodi successi archeologi di svariate nazioni organizzarono numerose campagne di scavo.
L'attuale ricerca storico-archeologica - in merito all'occupazione della regione Cananea da parte degli Israeliti, come descritta nella Bibbia - propende in maggioranza nel ritenere che non siano storici molti degli eventi narrati nel testo biblico e che l'occupazione di tali territori avvenne come graduale e pacifico inserimento, amalgamandosi con le popolazioni locali, mentre molti popoli vinti dagli Ebrei, citati nella Bibbia, non sono esistiti o non erano stanziati in quelle zone e, peraltro, alcune città conquistate erano già abbandonate da secoli; inoltre i territori di Canaan erano sotto controllo egiziano, rendendo ulteriormente improbabile l'evento. A evidenziare tali osservazioni sono gli stessi archeologi israeliani, molto attivi nel campo della ricerca storico-biblica, come Israel Finkelstein e Ze'ev Herzog, il quale afferma che "questo è ciò che gli archeologi hanno scoperto dai loro scavi nella Terra di Israele: gli Israeliti non sono mai stati in Egitto, non hanno vagato nel deserto, non hanno conquistato i territori in una campagna militare e non li hanno dati alle 12 tribù di Israele". 
Anche gli esegeti del "Nuovo Grande Commentario Biblico" precisano che "pochi, ammesso che ce ne siano, sono gli episodi importanti di Giosuè che possono essere considerati storici. Per esempio, né Gerico né Ai né Gabaon erano abitate nel periodo in cui la maggior parte degli studiosi colloca l'emergere di Israele in Canaan (ca. 1200). [...] Per lo più, quindi, i reperti archeologici contraddicono la narrazione. Il che è vero anche a livello di piccoli dettagli: non ci sono usanze, elementi geopolitici o manufatti specifici menzionati in Giosuè che possono essere datati solo alla fine del secondo millennio, e molti di essi sono ancora presenti nel primo. D'altra parte, Giosuè riflette il tempo in cui fu composto. Così, la lista delle città levitiche del c. 21, non poté essere compilata prima del sec. VIII, perché è questo il periodo in cui la maggior parte di esse esisteva"; analogamente gli studiosi della École biblique et archéologique française (i curatori della Bibbia di Gerusalemme) commentano come "il libro di Giosuè ha riallacciato a Giosuè fatti ai quali egli era estraneo o che furono a lui posteriori, per dare un quadro d'insieme della conquista" e gli esegeti dell'interconfessionale Bibbia TOB concordano come "l'idea proposta in questo documento [Il Libro di Giosuè], che la conquista completa di Canaan sia stata opera della lega di tutte le tribù, non resiste di fronte alla critica storica".
Anche la conquista di Gerico - il crollo delle mura di tale città, descritto nel capitolo 6 del Libro di Giosuè, è tra gli episodi più noti della conquista - non è un resoconto storico e la Bibbia Edizioni Paoline riporta come "grande imbarazzo crea il fatto che secondo gli scavi archeologici Gerico non esisteva come città nel XIII secolo", mentre l'interconfessionale Bibbia TOB conclude come "nel caso di Gerico, i risultati archeologici si sono rivelati molto deludenti per questo periodo e il racconto Giosuè 6 si presenta piuttosto come una liturgia di guerra e non tanto come un rapporto circostanziato sulla presa della città. Bisogna pur ammettere che non sempre il testo biblico fornisce una risposta alle domande che gli poniamo".

## Conversione all'ebraismo
La resistenza dei Cananei alla religione monoteistica degli Ebrei fu intensa.
Gli stessi Ebrei assunsero, come ricorda il testo biblico, i metodi e i luoghi di culto dei Cananei.
Ancora nel 621 a.C., dopo la riforma di Giosia, nei luoghi sacri ebraici si poteva ancora trovare un albero sacro, una fonte, un allineamento di un mazzebah o gilgal adytum. Questo avveniva in palese violazione dei dettami del Deuteronomio, che ingiungeva la distruzione dei boschetti sacri e dei santuari megalitici con le loro immagini scolpite.

## I simboli religiosi
Nella religione cananea assumevano particolare importanza alcuni elementi simbolici. Le pietre innalzate rivestono particolare importanza. Simboli presenti anche nell'originaria religione politeistica degli Ebrei, le pietre innalzate simboleggiavano un'alleanza tra uomini o gli dèi. Sono pure simboli fallici che possono anche rappresentare la consacrazione della sessualità a Baal, nella sua veste di dio della fecondità.
(Bibbia, Isaia, 57,6)
Altri elementi simbolici erano l'asherah (palo sacro), le alture e il serpente.

## Citazioni bibliche sulla conquista di Canaan
Secondo la Bibbia e in accordo con le scoperte archeologiche:
(Bibbia, Giudici, 3,5-6)
Quando gli Israeliti furono deportati a Babilonia e videro poi che gli stessi Babilonesi venivano sconfitti dai Persiani, un popolo quasi monoteista, attribuirono la loro sventura all'aver seguito l'idolatria dei popoli circostanti. Nel libro del Deuteronomio, infatti, Dio avrebbe promesso di fargli sconfiggere le popolazioni della Cananea, purché essi le scacciassero o le sterminassero completamente in modo da non essere coinvolti nel loro paganesimo:
(Bibbia, Deuteronomio 7, 1)
(Bibbia, Deuteronomio 12, 2-3)
(Bibbia, Deuteronomio 20, 16-18)
Secondo molti studiosi questi ordini divini di pulizia etnica, disobbediti dagli Israeliti, furono in realtà inseriti nella Bibbia dopo l'esilio come spiegazione eziologica degli eventi storici.
La completezza della pulizia etnica auspicata è segnalata tramite il numero simbolico, il 7, delle "grandi nazioni" da scacciare. Gergesei, Amorrei, Evei, Gebusei sono in realtà popolazioni cananee (Gen 10,15), alle quali nell'elenco sono associati i Perizziti e gli Hittiti, di cui nulla si sa tranne che abitavano anch'essi in aree montagnose, come gli Amorrei, i Gebusei e gli Evei (Gs 11,3). Gli Hittiti di Canaan sono solo omonimi dei veri Ittiti, con cui non dovrebbero avere nulla a che fare; risultano abitare nei pressi di Hebron e di Gerusalemme. L'elenco, perciò raggiunge il numero simbolico 7, con l'artificio di separare i cananei della pianura da quelli della montagna, fra i quali vengono segnalati i sei nomi di clan mancanti.

### Riferimenti
1. ↑   Cananei, su treccani.it.
2. ↑  (EN) David Asheri, Alan Lloyd e Aldo Corcella, A Commentary on Herodotus, Books 1-4, Oxford University Press, 2007,  p. 75.
3. ↑  (EN) Wilhelm Gesenius, Hebrew Lexicon, 1833.
4. ↑   Henry Baker Tristram, Bible Places: The Topography of the Holy Land, su books.google.co.uk, 1884 (archiviato dall'url originale il 14 luglio 2014).
5. ↑  Lemche, pp. 24-32.
6. ↑   Genesi 10,15-19, su La Parola - La Sacra Bibbia in italiano in Internet.
7. ↑   Numeri 34, su La Parola - La Sacra Bibbia in italiano in Internet.
8. ↑  Drews, p. 61.
9. ↑  Redford.
10. ↑  Drews, pp. 48-49: Il nome Canaan non uscì completamente dall'uso comune nell'età del ferro. All'interno di quell'area che - come per le popolazioni di lingua greca - si tende a chiamare Fenicia, gli abitanti chiamavano se stessi Cananiti. Per l'area a sud del monte Carmelo, comunque, dopo la fine dell'Età del Bronzo i riferimenti a Canaan come ad un fenomeno presente diminuiscono fino a scomparire (la Bibbia naturalmente fa molti riferimenti a Canaan e Cananiti, ma regolarmente come ad un paese che è diventato qualcos'altro, e come ad un popolo che è stato annichilato)
11. ↑  (EN) Zarins, Juris, Pastoral nomadism in Arabia: ethnoarchaeology and the archaeological record—a case study, in Pastoralism in the Levant", O. Bar-Yosef and A. Khazanov, 1992.
12. ↑  (EN) Tubb, Jonathan N., Canaanites, in British Museum People of the Past, 1998.
13. ↑  (EN) Woodard, Roger, The Ancient Languages of Syria-Palestine and Arabia, 2008.
14. ↑  (EN) Naveh, Joseph, Proto-Canaanite, Archaic Greek, and the Script of the Aramaic Text on the Tell Fakhariyah Statue, in Miller et al (a cura di), Ancient Israelite Religion, 1987.
15. ↑   Numeri 34:1–12, su La Parola - La Sacra Bibbia in italiano in Internet.
16. ↑   Numeri 33,51, su La Parola - La Sacra Bibbia in italiano in Internet.
17. ↑   Giosuè 22,9, su La Parola - La Sacra Bibbia in italiano in Internet.
18. ↑   Isaia 23,11, su La Parola - La Sacra Bibbia in italiano in Internet.
19. 1 2 3  Killebrew, p. 96.
20. ↑   genesi 9:24, su La Parola - La Sacra Bibbia in italiano in Internet.
21. ↑   Numeri 33,2, su La Parola - La Sacra Bibbia in italiano in Internet.
22. ↑   Numeri 34: 3-12, su La Parola - La Sacra Bibbia in italiano in Internet.
23. ↑   Giobbe 40:30, su La Parola - La Sacra Bibbia in italiano in Internet.
24. ↑   Proverbi 31:24, su La Parola - La Sacra Bibbia in italiano in Internet.
25. ↑  (EN) Gesenius, Hebrew Dictionary. URL consultato il 23 agosto 2014 (archiviato dall'url originale il 14 marzo 2012).
26. ↑  (EN) John N. Oswalt, כנען, in Theological Wordbook of the Old Testament, Chicago: Moody, R. Laird Harris, Gleason L. Archer and Bruce K. Waltke, 1980,  pp. 445-446.
27. ↑  (EN) Lou H. Silberman, The Interpreter's One-Volume Commentary on the Bible, The Making of the Old Testament Canon, Nashville, Abingdon Press, 1971–1991,  p. 1209.
28. ↑  (EN) Michael Coogan, A brief Introduction to the Old Testament, New York, Oxford University Press, 2009,  p. 4.
29. ↑  "Is The Bible a true story?" - Haaretz URL consultato il 7 novembre 2020.
30. ↑  Mario Liverani, Oltre la Bibbia. Storia antica di Israele, Laterza, 2007, pp. VII, 275-321, ISBN 978-88-420-7060-3.
31. ↑  "Deconstructing the walls of Jericho" - Ze'ev Herzog URL consultato il 25 settembre 2018; Archiviato il 22 settembre 2018 .
32. ↑  Israel Finkelstein e Neil Asher Silberman, Le tracce di Mosé. La Bibbia tra storia e mito, Carocci, 2002, pp. 71-136, ISBN 978-88-430-6011-5.
33. ↑  Raymond E. Brown, Joseph A. Fitzmyer, Roland E. Murphy, Nuovo Grande Commentario Biblico, Queriniana, 2002, p. 145, ISBN 88-399-0054-3.
34. ↑  Bibbia di Gerusalemme, EDB, 2011, pp. 446-447, ISBN 978-88-10-82031-5.
35. ↑  Bibbia TOB, Elle Di Ci Leumann, 1997, p. 397, ISBN 88-01-10612-2.
36. ↑  La Bibbia, Edizioni Paoline, 1991, p. 273, ISBN 88-215-1068-9.
37. ↑  Bibbia TOB, Elle Di Ci Leumann, 1997, p. 399, ISBN 88-01-10612-2.
38. ↑   Giosuè 6, su La Parola - La Sacra Bibbia in italiano in Internet.